# RRP7A
RRP7A (англ. Ribosomal RNA processing 7 homolog A) – білок, який кодується однойменним геном, розташованим у людей на короткому плечі 22-ї хромосоми. Довжина поліпептидного ланцюга білка становить 280 амінокислот, а молекулярна маса — 32 334.
| 10         |  | 20         |  | 30         |  | 40         |  | 50         |
| ---------- |  | ---------- |  | ---------- |  | ---------- |  | ---------- |
| MVARRRKCAA |  | RDPEDRIPSP |  | LGYAAIPIKF |  | SEKQQASHYL |  | YVRAHGVRQG |
| TKSTWPQKRT |  | LFVLNVPPYC |  | TEESLSRLLS |  | TCGLVQSVEL |  | QEKPDLAESP |
| KESRSKFFHP |  | KPVPGFQVAY |  | VVFQKPSGVS |  | AALALKGPLL |  | VSTESHPVKS |
| GIHKWISDYA |  | DSVPDPEALR |  | VEVDTFMEAY |  | DQKIAEEEAK |  | AKEEEGVPDE |
| EGWVKVTRRG |  | RRPVLPRTEA |  | ASLRVLERER |  | RKRSRKELLN |  | FYAWQHRESK |
| MEHLAQLRKK |  | FEEDKQRIEL |  | LRAQRKFRPY |  |            |  |            |

A: Аланін

C: Цистеїн

D: Аспарагінова кислота

E: Глутамінова кислота

F: Фенілаланін

G: Гліцин

H: Гістидин

I: Ізолейцин

K: Лізин

L: Лейцин

M: Метіонін

N: Аспарагін

P: Пролін

Q: Глутамін

R: Аргінін

S: Серин

T: Треонін

V: Валін

W: Триптофан

Кодований геном білок за функцією належить до фосфопротеїнів. 
Білок має сайт для зв'язування з РНК. 